# 특정 아시아

주황색으로 표시된 특아 3국

특정 아시아(特定アジア)는 중국, 한국, 북한 3국을 뜻하는 일본의 정치용어이다. 약칭하여 특아(特亜, 特ア)라고도 한다. 본래 '아시아'는 동아시아에서 터키까지를 포함하는 지역명을 가리키지만, 매스컴이나 인터넷을 위시하는 공공의 영역에서는 이 '아시아'라는 말이 본래의 뜻보다도 협의한, 특정 지역만을 가리키는 말로 전용되는 상태가 되어버려 본래 지역명인 '아시아'와 특정 지역을 가리키는 경우의 '아시아'를 별칭하기 위하여 '특정 아시아'라는 용어가 사용되었다. 특아 3국(特亜三国)이라고도.
원래는 인터넷상의 게시판 따위에서 사용되던 인터넷 슬랭의 하나였으나 이후 학자, 정치가, 저널리스트, 서적 등에서 사용되게 되었다.

## 어원
익명게시판 니챤네루는 이전부터 중국, 한국, 북조선 관련 화제에 대하여 유저의 이데올로기의 다름에 따라 분규하는 경향이 있었다. 특히나 뉴스계 게시판에서 현저했던지라 이 3개국 관계의 뉴스만 '뉴스 극동판'으로 분리하게 되었다. '뉴스 극동판'에서는 이들 3개국에 비판적 의견을 가진 유저들을 중심하여 비교적 자유로운 의론이 이루어져 그 속에서 자연스럽게 '특정 아시아'라는 용어가 쓰여지게 되었다.
아울러 '특정 아시아 제국(特定アジア諸国)'이라는 말이라면 그 이전부터 다양한 상황에서 쓰이고 있었지만, 이들 모두 이 문서에서 말하는 '특정 아시아'와는 무관계이다.

## 같이 보기
- 야스쿠니 신사 논쟁
- 일본의 역사교과서 문제
- 위안부
- 반일 감정
- 친일
- 반한 감정
- 반중 감정
- 동아시아
- 대동아공영권
- 넷 우익
- 행동하는 보수
- 탈아입구
- 팔굉일우